# Mursiové

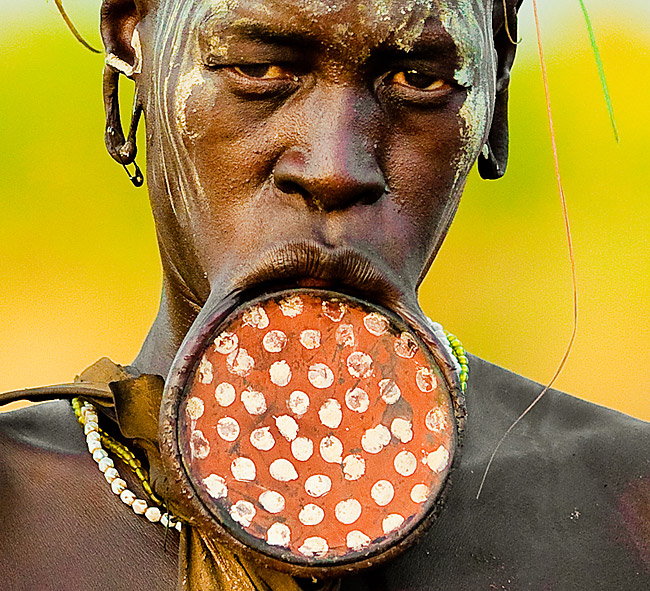
Mursijská žena s talířkem

Kmen Mursi je africký domorodý kmen. 
Jeho příslušníci žijí obvykle stranou od civilizace, a tak byl po dlouhou dobu považován za nebezpečný a agresivní. Jeho návštěva byla především v minulosti velice riskantní, domorodci se samopaly na zádech nesnesli přítomnost cizinců ve své vesnici. Příslušníci tohoto kmene žijí v Etiopii, v Národním parku Mago nedaleko řeky Omo, na hranicích se Súdánem. Počet Mursiů se pohybuje kolem 3 000. Jsou to kočovníci živící se pastevectvím a zemědělstvím.

## Život

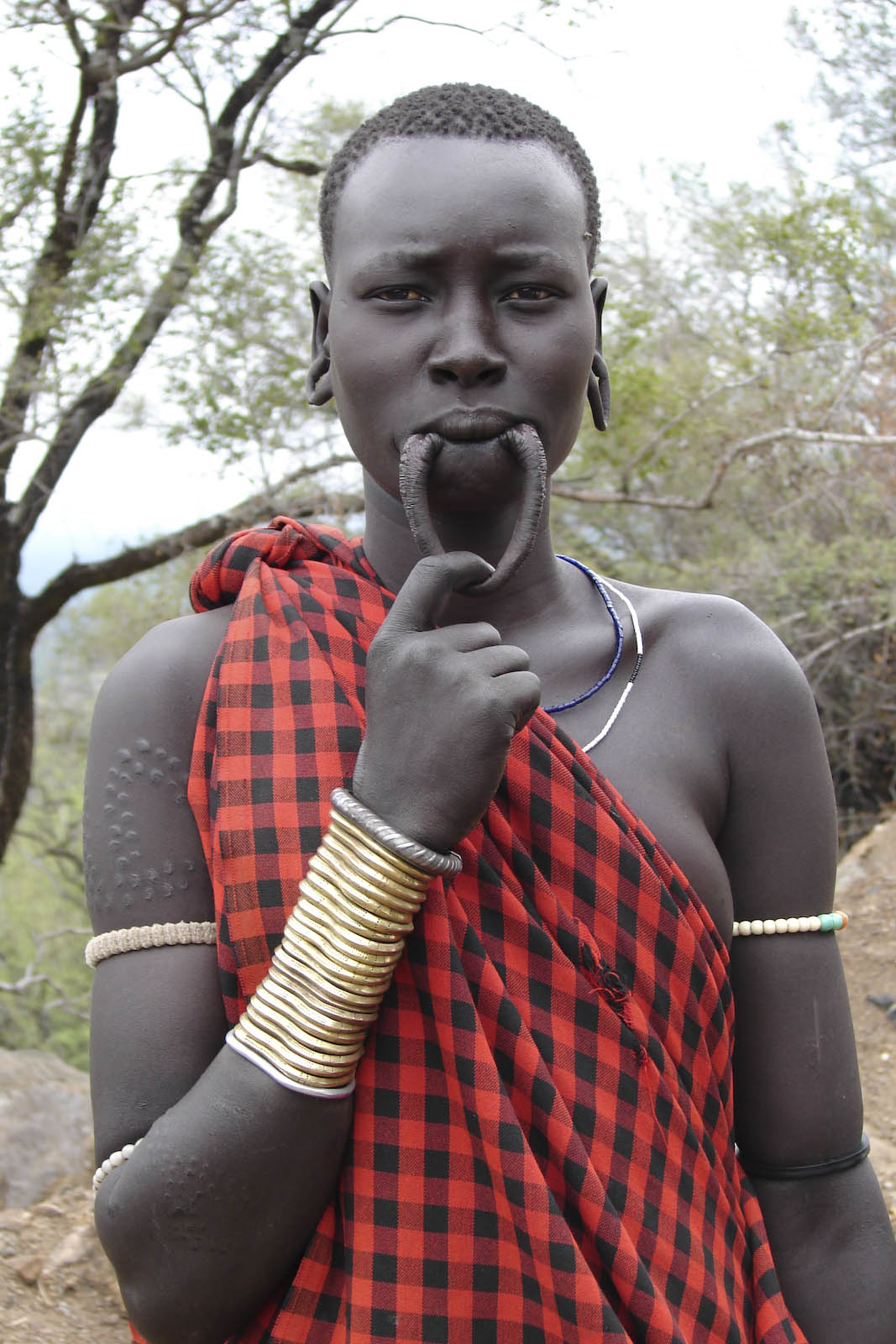
Žena z kmene Mursi s vyndanou labretou

Mursiové chovají dobytek a zároveň se zabývají pěstováním zemědělských plodin. Dobytek chovají především kvůli mléku, proto vypěstované plodiny tvoří více než polovinu jejich denní stravy. Nejvíce pěstují čirok, kukuřici, fazole a cizrnu, to především kvůli jejich energetické hodnotě a nízkým nárokům na vodu. Plodiny sklízejí dvakrát ročně. V jejich jídelníčku se objevují také nalezené rostliny, plody a kořínky.
Podle počtu dobytka se určuje postavení ve společnosti, každá významná událost je spojena s darováním dobytka, například žádost o ruku. Pasením dobytka se zabývají výhradně muži, ženy obstarávají sklizeň úrody, sběr kořínků a rostlin. K pastvě dobytka se využívají úrodné nížiny u řeky, ženy tráví většinu času hlavně ve vesnicích, které se nacházejí ve vyšších polohách, aby byly ochráněny před zákeřnou mouchou tse-tse. Děti začínají pomáhat rodičům přibližně v osmi letech, do té doby si celé dny hrají ve vesnicích.

## Vzhled

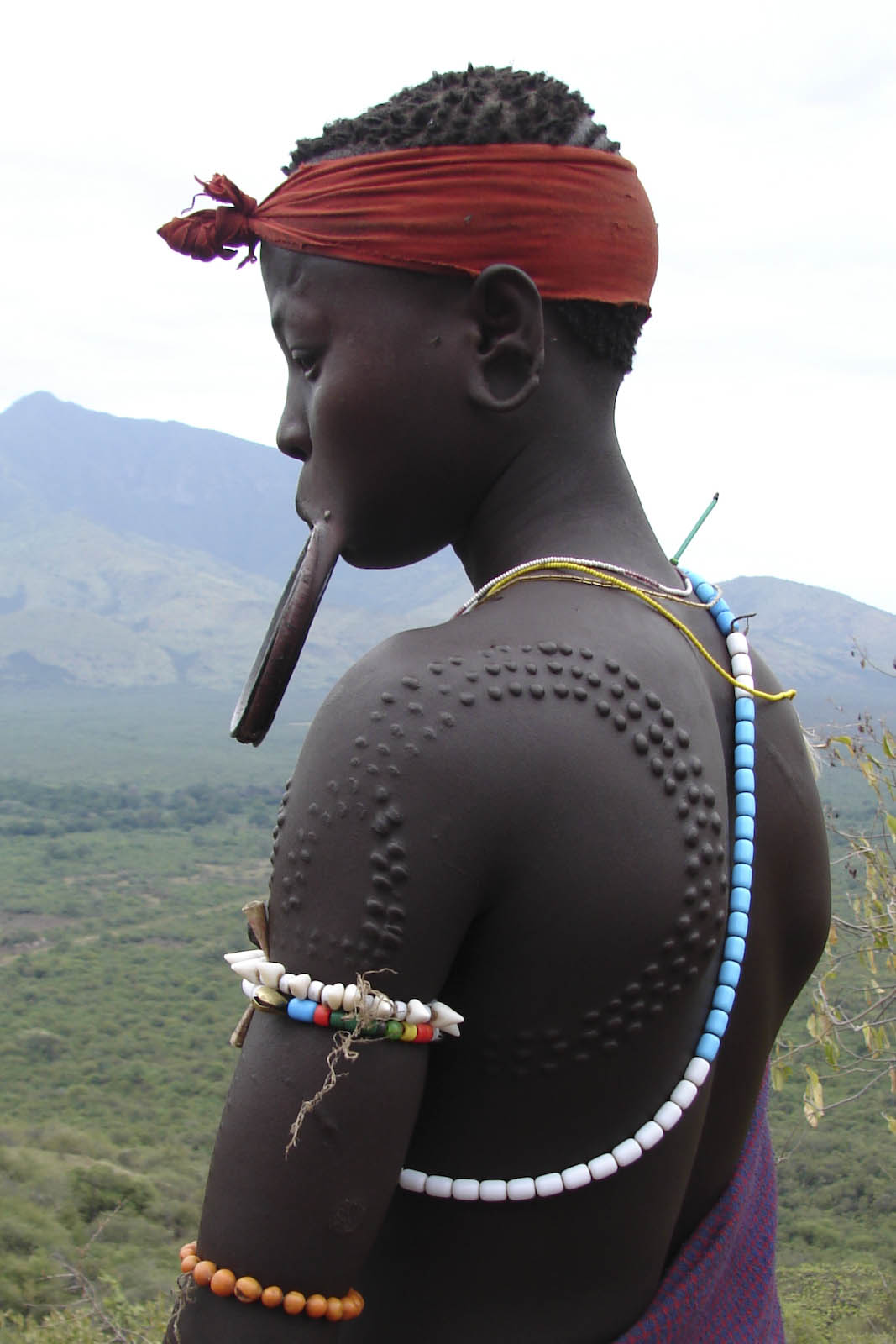
Jizvové tetování

Muži kmene Mursi jsou jedni z nejobávanějších bojovníků. Vzhledem k častým krádežím dobytka a sporům s ostatními kmeny jsou stále vybaveni samopalem. Na těle si dělají různé zářezy a značky podle toho, kolik zvířat zabili. Někdo dokonce tvrdí, že zářezy na těle jsou počty zabitých lidí, to se však nepotvrdilo. Mursiové chodí nazí, celí pomalovaní bílou hlinkou. Z větší vzdálenosti mohou působit jako oblečení. Pro lidi z tohoto kmene je typické zabarvení bělma do žluta, není zjištěno, proč to tak je, ale dobře to doplňuje hrozivý vzhled.
Ženy tohoto kmene nejsou méně zajímavé než muži, jsou rozpoznatelné na první pohled. Stejně jako ženy z kmene Surma nosí velké labrety (hliněné nebo dřevěné talířky) vložené ve spodním rtu. Když dívka dospěje a dostane manžela (mezi 10. a 15. rokem), jsou jí vyraženy dva až čtyři přední zuby, její matka jí rozřízne kůži pod spodním rtem a je jí tam vložena dřevěná zátka. Když se ret zahojí, dívka si do něj postupně vkládá větší a větší talířek. Čím větší talířek žena má, tím je pro svého muže atraktivnější. Když její muž zemře, musí si ret uříznout a stane se tak neatraktivní. Labrety mohou mít v průměru až 12 palců. Jednou z teorií, proč ženy nosí tyto talířky je, že byly dříve unášeny Araby a labrety ve rtech měly dívky zošklivit. Dnes jsou talířky pouze ozdobou a typickým znakem. Dalším doplňkem pro tyto ženy jsou menší labrety v uších, dvoubarevné korálkové nebo kovové náramky a jizvové tetování po celém těle. Tento druh zkrášlování je atraktivní pro více kmenů, nejlepšího efektu se dosáhne, když se do čerstvé rány nasype popel, jizva je poté výraznější a vystouplejší.

## Obydlí

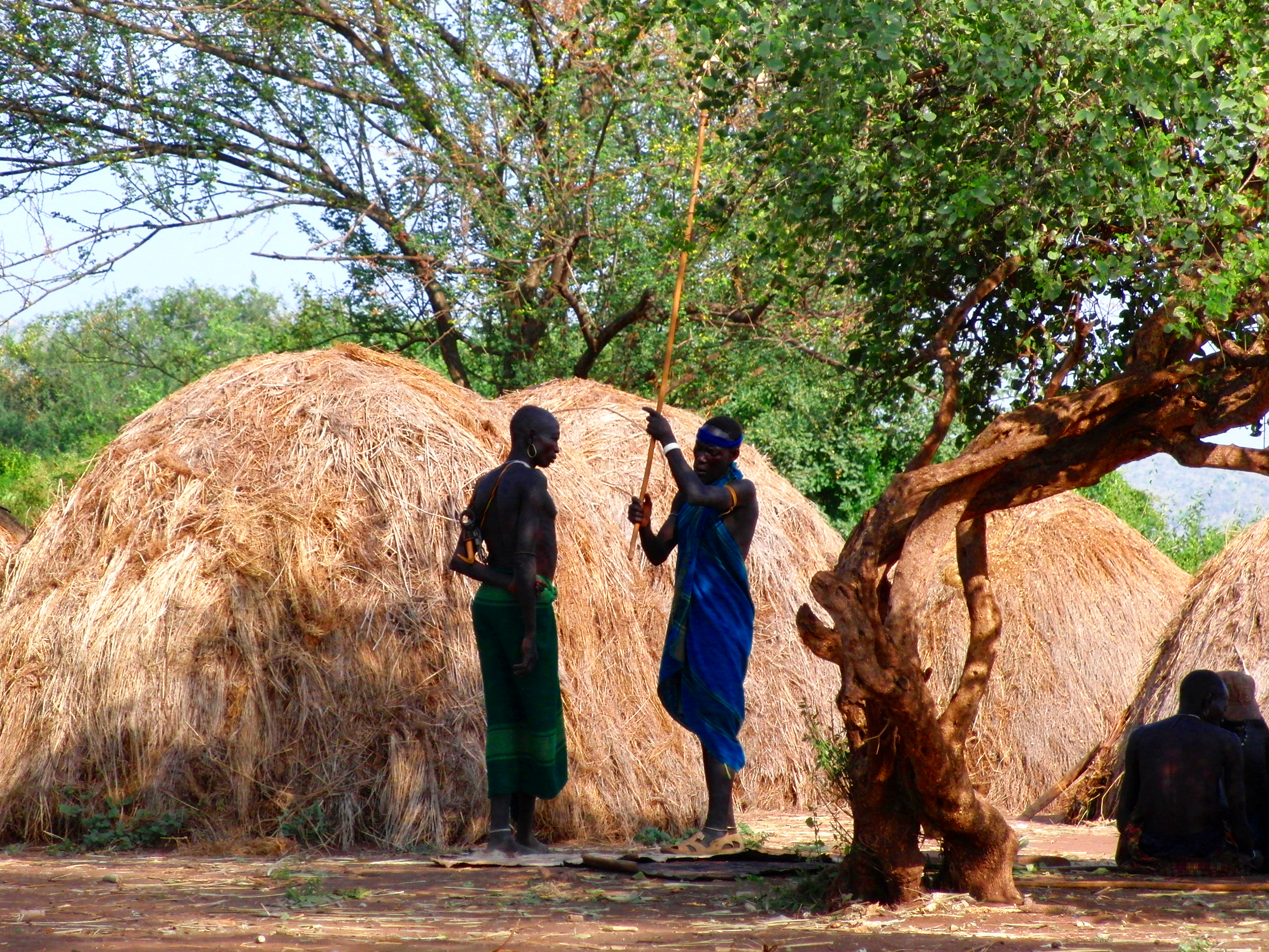
Mursijští muži u domů

Domy Mursiů mají kulatý půdorys, jsou vysoké přibližně dva metry a pokryté slámou. Aby se do domu dalo vstoupit, je nutné lézt po kolenou. Z dálky jejich obydlí vypadá jako hromada slámy. Vesnice jsou postaveny mezi stromy, které poskytují dostatečný stín při slunných dnech. Jednu osadu obývá 100 až 150 lidí.

## Kultura a jazyk
Mursiové se dělí do 18 klanů (rodin). Tyto klany nejsou soustředěny na jednom místě, ale jsou různě rozmístěny po celém území. Říká se, že každý klan pochází z jedné mužské linie různých spolumanželek jednoho muže, proto nemůže proběhnout sňatek v jednom klanu. Největšími klany jsou pravděpodobně Komorte, Bumai, Juhai a Garakuli. Klan Komorte je považován za šamanský. Šamané hrají důležitou roli v životech Mursiů, jsou mostem mezi Tumwi (bohem) a lidmi, umí léčit a pořádají veřejné rituály, například na ochranu dobytka nebo přivolání deště. Užívají ochranných amuletů, důležitou roli v náboženském životě hraje také kněz, nazývaný komoru, v případě ženy ngerre.

## Současnost

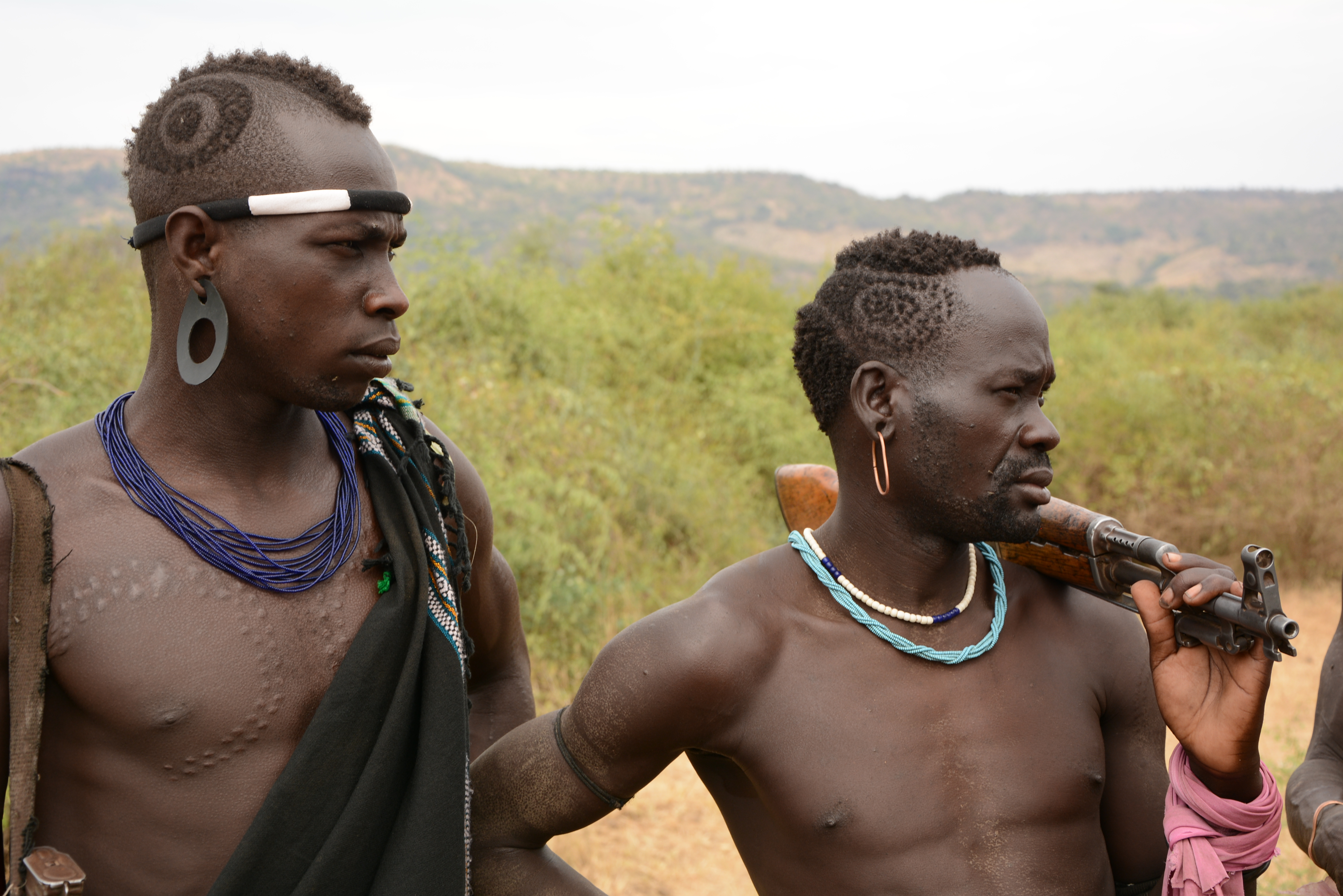
Mursijští muži s kalašnikovy

Budoucnost Mursiů a dalších kmenů žijících u řeky Omo je ohrožena kvůli výstavbě přehrady, která má být dokončena v roce 2014. I před začátkem stavby byla období sucha pro domorodé kmeny složitá, někdy voda nebyla vůbec a museli kopat hluboké jámy.
Dříve nebylo možné se k vesnicím Mursiů ani přiblížit, dnes už poznali výhodu přivýdělku a snaží se turisty co nejvíce zaujmout. Mursiové nemají turisty příliš v oblibě, proto k nim často agresivně přiběhnou hned po příjezdu k jejich vesnici. Aby si vydělali co nejvíce peněz, překřikují se a snaží se ukázat kreativní účesy, zdobení a prodat rozbité obří labrety. Udivení cestovatelé se vyděsí a po pár vyfocených nepodařených snímcích odjíždějí pryč. Všude pak vyprávějí, jak jsou Mursiové nebezpeční a agresivní. Od Mursiů je to velice chytré, natěšené turisty tímto odbudou a nemusejí jim ukazovat svou vesnici ani své zvyky. Měnou v Etiopii jsou birry, cena za fotografii jednoho člověka jsou jeden až dva birry, za důležitou osobu kmene, například náčelníka kmene, až dvacet birrů. Dříve se dalo platit korálky, bonbony nebo tabákem, v současnosti už to tak ale většinou nefunguje.
Ti, kterým se podařilo dostat do vesnice Mursiů a strávit s nimi nějaký čas, říkají, že jsou to pohostinní a přátelští lidé, kteří jsou rádi, když má někdo zájem o jejich kulturu a nepovažuje je pouze za atrakci jako opice v zoo.